# Bezange-la-Petite
Pour l’article homonyme, voir Bezange-la-Grande.
Bezange-la-Petite est une commune française située dans le département de la Moselle, en région Grand Est. Elle fait partie du Saulnois.

## Géographie

### Hydrographie
La commune est située dans le bassin versant du Rhin au sein du bassin Rhin-Meuse. Elle est drainée par le ruisseau de l'Étang du Pre Bernard, le ruisseau de Nazin Pre, le ruisseau de St-Pierre et le ruisseau des Bourbieres.

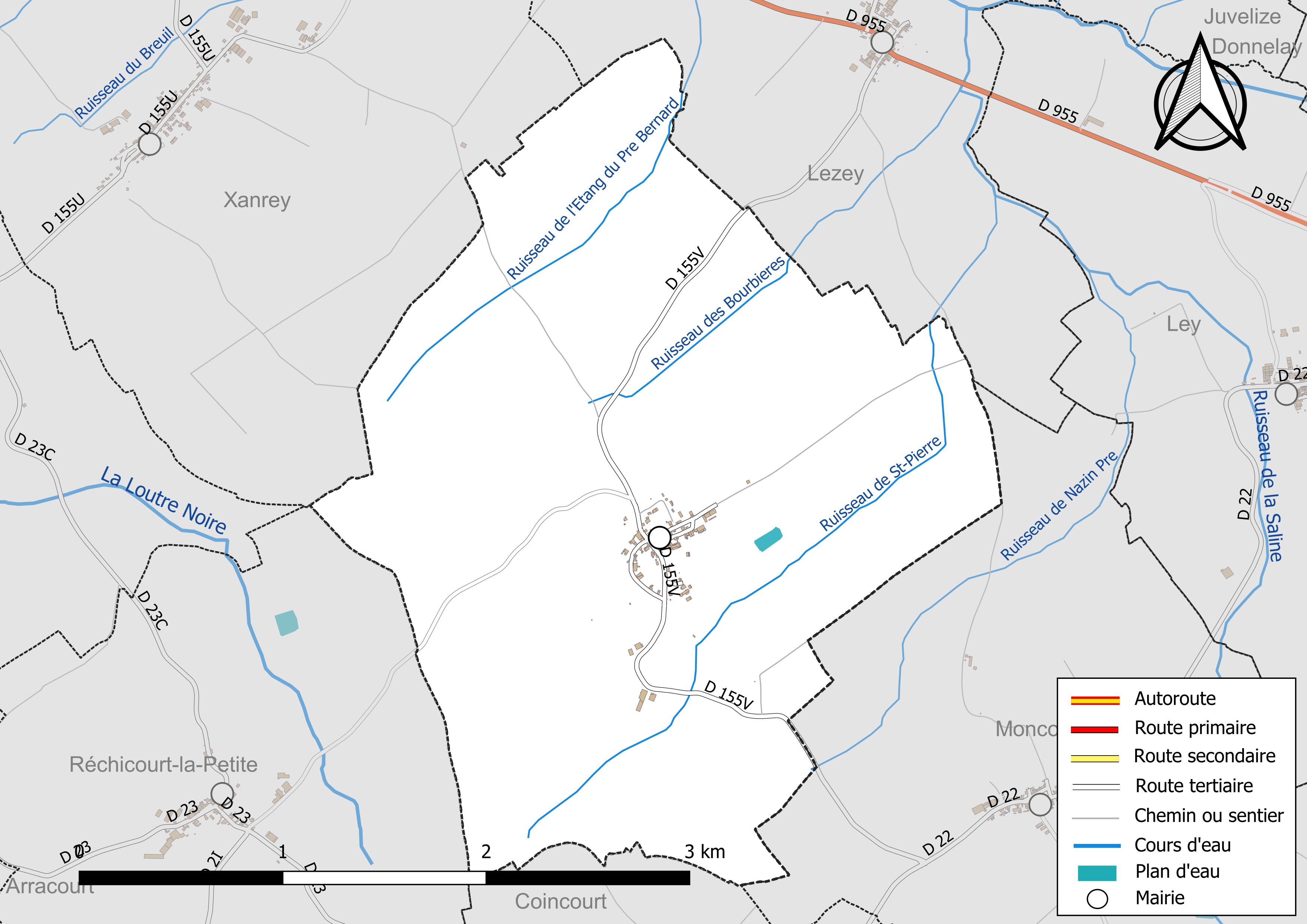
Réseaux hydrographique et routier de Bezange-la-Petite.

### Climat
Pour des articles plus généraux, voir Climat du Grand Est et Climat de la Moselle.
En 2010, le climat de la commune est de type climat des marges montargnardes, selon une étude du Centre national de la recherche scientifique s'appuyant sur une série de données couvrant la période 1971-2000. En 2020, Météo-France publie une typologie des climats de la France métropolitaine dans laquelle la commune est exposée à un climat semi-continental et est dans la région climatique  Lorraine, plateau de Langres, Morvan, caractérisée par un hiver rude (1,5 °C), des vents modérés et des brouillards fréquents en automne et hiver. 
Pour la période 1971-2000, la température annuelle moyenne est de 9,9 °C, avec une amplitude thermique annuelle de 17,1 °C. Le cumul annuel moyen de précipitations est de 764 mm, avec 11,7 jours de précipitations en janvier et 9,3 jours en juillet. Pour la période 1991-2020, la température moyenne annuelle observée sur la station météorologique de Météo-France la plus proche, « Rodalbe », sur la commune de Rodalbe à 21 km à vol d'oiseau, est de 10,6 °C et le cumul annuel moyen de précipitations est de 737,2 mm. 
La température maximale relevée sur cette station est de 38,7 °C, atteinte le 24 juillet 2019 ; la température minimale est de −18,1 °C, atteinte le 26 décembre 2010,,. 
Les paramètres climatiques de la commune ont été estimés pour le milieu du siècle (2041-2070) selon différents scénarios d'émission de gaz à effet de serre à partir des nouvelles projections climatiques de référence DRIAS-2020. Ils sont consultables sur un site dédié publié par Météo-France en novembre 2022.

## Urbanisme

### Typologie
Au 1er janvier 2024, Bezange-la-Petite est catégorisée commune rurale à habitat dispersé, selon la nouvelle grille communale de densité à sept niveaux définie par l'Insee en 2022.
Elle est située hors unité urbaine et hors attraction des villes,.

### Occupation des sols
L'occupation des sols de la commune, telle qu'elle ressort de la base de données européenne d’occupation biophysique des sols Corine Land Cover (CLC), est marquée par l'importance des territoires agricoles (96 % en 2018), une proportion identique à celle de 1990 (96 %). La répartition détaillée en 2018 est la suivante : 
terres arables (77,8 %), zones agricoles hétérogènes (12,8 %), prairies (5,4 %), zones urbanisées (3,2 %), forêts (0,8 %). L'évolution de l’occupation des sols de la commune et de ses infrastructures peut être observée sur les différentes représentations cartographiques du territoire : la carte de Cassini (XVIIIe siècle), la carte d'état-major (1820-1866) et les cartes ou photos aériennes de l'IGN pour la période actuelle (1950 à aujourd'hui).

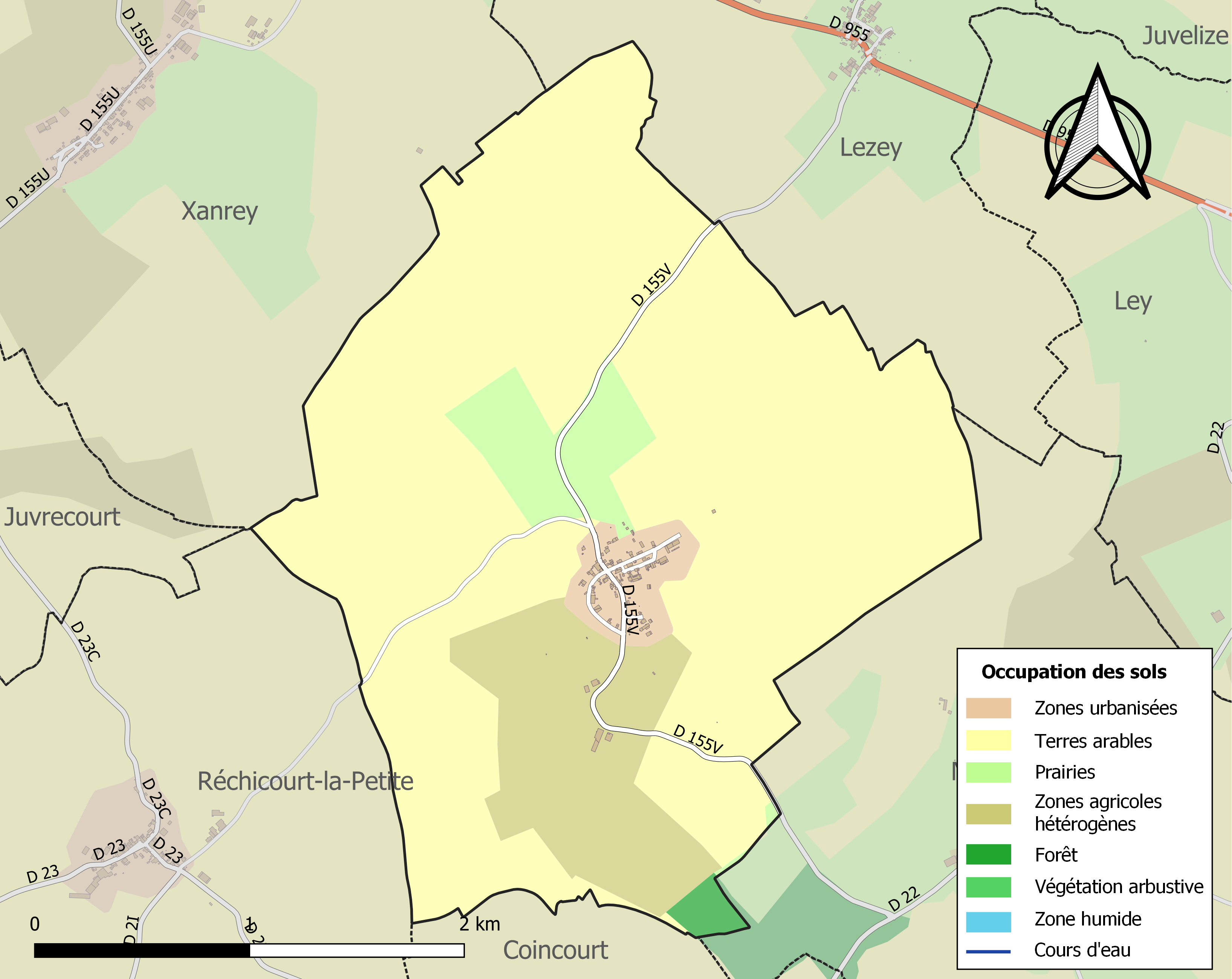
Carte des infrastructures et de l'occupation des sols de la commune en 2018 (CLC).

## Toponymie
- La toponymie du village vient d'un nom de personne germanique : Biso ou Beczo suivi du suffixe -ing (ou -inga, primitif de -ingen) francisé en -ange.
- La dénomination Bisanga est probable vers 699, elle est attestée en 912[13].
- Bisariga et Bisanga (699), Bisanges (912), Bisanga (1023), Besangis (1188), Semibesengia (XIIe siècle), Bisainges ou Bizainges (1267), Buzange (1259), Besainge (1393), Semibesenge (1461), Semibesanges (1554), Semibessange (1600), Bisangia (1676), Bezange Petite (1793), La Petite-Bezange (1801)[14].
- En allemand : Bisingen[15], Klein-Bessingen ou Kleinbessingen (1871-1918).

## Histoire
En 1188, un seigneur nommé Ulfo de Diesma et sa femme Agnès donnent à l'abbaye de  Beaupré tout leur alleu de Bezange.
Bezange faisait partie du domaine des évêques de Metz, c'était un fragment de leur seigneurie de Vic ; le village était compris dans le bailliage de cette ville, généralité de Metz et suivait aussi les coutumes de l'évêché.
Certains droits sont cédés au duché de Lorraine le 14 décembre 1593.
En 1790, Bezange faisait partie du canton de Bourdonnay, il sera ensuite incorporé à celui de Vic-sur-Seille avec le reste de ce canton. C'était alors une commune du département de la Meurthe.
En 1871, le village est annexé au district de Lorraine et prend le nom allemand de Kleinbessingen. Le village est rebaptisé Bezange-la-Petite à la fin de la Première Guerre mondiale. Il est alors intégré, comme le reste de l'arrondissement de Château-Salins, au département de la Moselle.
Durant la Première Guerre mondiale, des combats ont lieu dans la commune le 10 août 1914 avec le 58e régiment d'infanterie.
Pendant la Seconde Guerre mondiale, la commune est prise dans les combats de la bataille d'Arracourt du 19 au 30 septembre 1944.  Détruit en grande partie, le village doit être quasiment reconstruit en totalité. En 1946, la municipalité  d'Irigny dans le Rhône crée un « comité pour Bezange », pour venir en aide aux habitants. Ce parrainage est commémoré en 1997 à Irigny et en 1999 à Bezange.

## Politique et administration
| Période                                  | Période   | Identité       | Étiquette | Qualité |
| ---------------------------------------- | --------- | -------------- | --------- | ------- |
| Les données manquantes sont à compléter. |           |                |           |         |
| mars 1983                                | mars 2001 | Paul Lebon     |           |         |
| mars 2001                                | En cours  | Didier Gaillot |           |         |

## Démographie
L'évolution du nombre d'habitants est connue à travers les recensements de la population effectués dans la commune depuis 1793. Pour les communes de moins de 10 000 habitants, une enquête de recensement portant sur toute la population est réalisée tous les cinq ans, les populations de référence des années intermédiaires étant quant à elles estimées par interpolation ou extrapolation. Pour la commune, le premier recensement exhaustif entrant dans le cadre du nouveau dispositif a été réalisé en 2007.

En 2022, la commune comptait 94 habitants, en évolution de +2,17 % par rapport à 2016 (Moselle : +0,52 %, France hors Mayotte : +2,11 %).
| 1793 | 1800 | 1806 | 1821 | 1831 | 1836 | 1841 | 1846 | 1851 |
| ---- | ---- | ---- | ---- | ---- | ---- | ---- | ---- | ---- |
| 395  | 294  | 382  | 409  | 394  | 375  | 391  | 406  | 387  |

| 1856 | 1861 | 1871 | 1875 | 1880 | 1885 | 1890 | 1895 | 1900 |
| ---- | ---- | ---- | ---- | ---- | ---- | ---- | ---- | ---- |
| 367  | 364  | 303  | 288  | 265  | 261  | 247  | 257  | 229  |

| 1905 | 1910 | 1921 | 1926 | 1931 | 1936 | 1946 | 1954 | 1962 |
| ---- | ---- | ---- | ---- | ---- | ---- | ---- | ---- | ---- |
| 243  | 221  | 189  | 171  | 155  | 138  | 120  | 149  | 135  |

| 1968 | 1975 | 1982 | 1990 | 1999 | 2006 | 2007 | 2012 | 2017 |
| ---- | ---- | ---- | ---- | ---- | ---- | ---- | ---- | ---- |
| 136  | 120  | 111  | 87   | 100  | 93   | 92   | 94   | 92   |

| 2022 | - | - | - | - | - | - | - | - |
| ---- | - | - | - | - | - | - | - | - |
| 94   | - | - | - | - | - | - | - | - |

## Culture locale et patrimoine

### Héraldique
| Blason de Bezange-la-Petite | Blason  | Parti : au 1er mi-parti de gueules à deux saumons d'argent cantonnés de quatre croisettes recroisetées au pied fiché du même, au 2e d'or à l'ours de sable, colleté de gueules. |
| Blason de Bezange-la-Petite | Détails | |

### Édifices religieux
- Église paroissiale Saint-Barthélémy, construite en 1962.
- Autrefois, la fontaine Saint-Pierre était un lieu de pèlerinage. Une première chapelle détruite au début du XIXe siècle avait été remplacée en 1880. Elle a été détruite pendant la Seconde Guerre mondiale.

### Personnalités liées à la commune
- La famille Doyen, issue en partie, par l'illustre Jean Doyen, d'origine de Lunéville, garde du corps du duc Charles IV, anobli en 1628, déclara ds son testament avoir eu d'un premier lit, l’aîné Marin puis, d'un second lit, Philippe qui s'établit comme maître de poste à Bénaménil ; nés à Lezay, devenu française, Lezey, par traité le 28 septembre 1661.
- Alfred L. Wilson (September 18, 1919 – November 8, 1944) était un soldat de l'armée des États-Unis et récipiendaire de la plus haute décoration de l'armée américaine : la Medaille d'Honneur pour ses actions durant la Seconde Guerre mondiale.

## Pour approfondir